# قصر رئيس الأساقفة في ليما

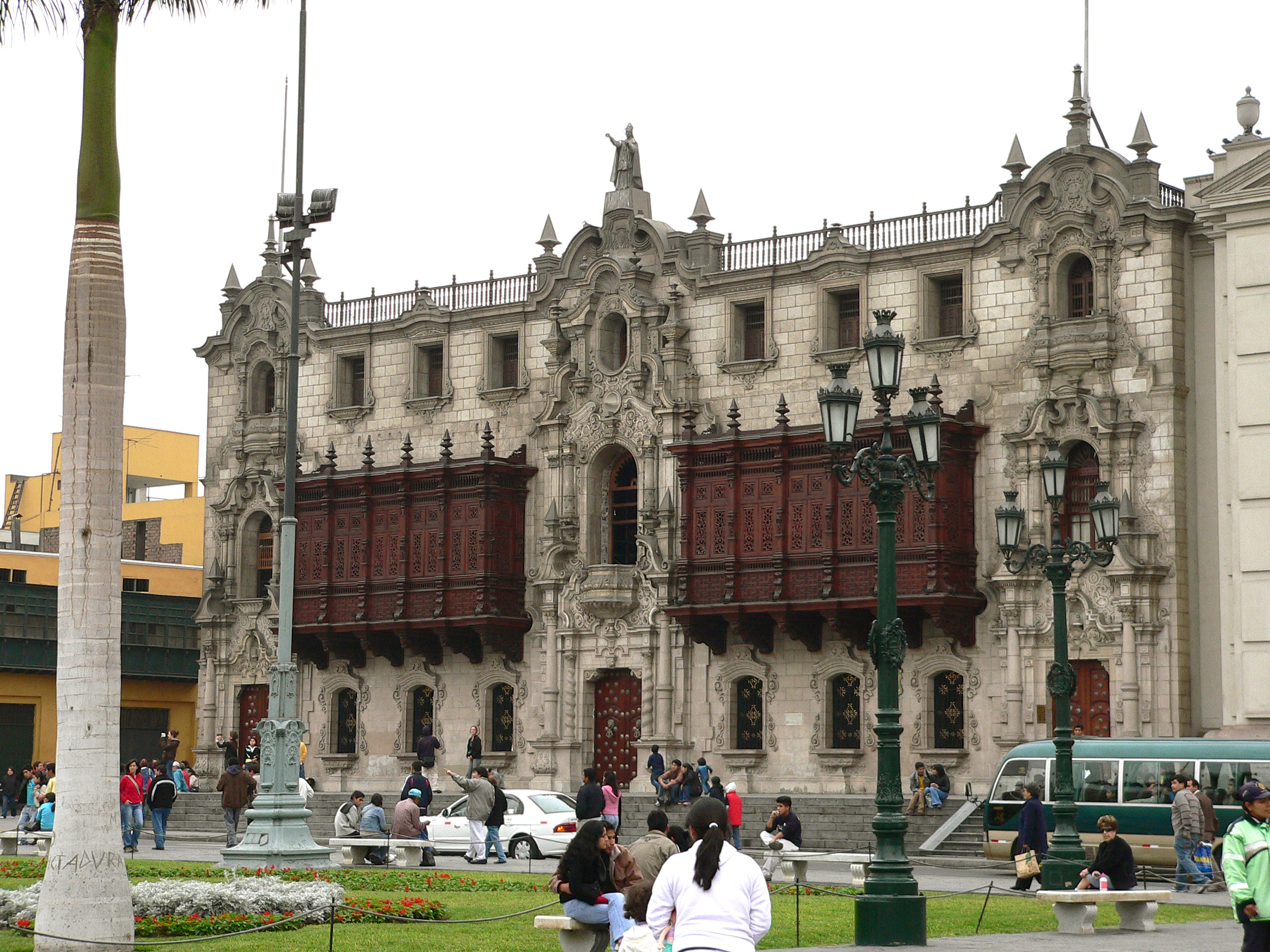
قصر رئيس الأساقفة في المركز التاريخي في ليما.

قصر رئيس الأساقفة في ليما هو قصر تاريخي ومقر إقامة رئيس أساقفة ليما، والمقر الإداري للأبرشية الرومانية الكاثوليكية في ليما عاصمة البيرو. ويقع القصر في بلازا مايور ليما، في المركز التاريخي للعاصمة ليما.
يعد القصر أيضًا مقر لمكاتب كاردينال بيرو خوان لويس سيبرياني، والذي يشغل أيضًا منصب رئيس أساقفة ليما.
يقع القصر على أرض خصصها فرانثيسكو بيثارو لتكون مقر إقامة رئيس أساقفة مدينة ليما بعد تأسيس المدينة في عام 1535، وقد أعيد افتتاح المبنى الحالي في 8 ديسمبر 1924، ويعتبر مثال ساطع على العمارة الإستعمارية الباروكية.